# Unrepresented Nations and Peoples Organization
|                                    |                                          |
|                                    |                                          |
| Generalsekretärin                  | Mercè Monje Cano (seit 2023)             |
| Präsidentin der Generalversammlung | Rubina Noor Shaikh Greenwood (seit 2024) |
| Gründung                           | 11. Februar 1991                         |
| Mitglieder der UNPO                | 44 (Stand: Mai 2019)                     |
| UNPO-Hauptsitz                     | Brüssel, Belgien                         |
| Website                            | www.unpo.org                             |

Die Unrepresented Nations and Peoples Organization (UNPO), deutsch Organisation der nicht repräsentierten Nationen und Völker, ist eine Interessenvertretung für Staaten, Nationen und Völker, die von den Vereinten Nationen nicht als Staaten anerkannt sind. Als internationale Organisation im Sinne des Völkerrechts wird die UNPO nur von den Niederlanden anerkannt, andere Staaten sehen sie hingegen als zivilgesellschaftliche Organisation.
Die UNPO vertritt Ureinwohnergruppen und -völker (z. B. die indigenen Mapuche in Argentinien und Chile), nicht anerkannte oder besetzte Staaten (z. B. Tibet) sowie ethnische Minderheiten (z. B. die Haratin in Mauretanien) aus allen Teilen der Erde. Für „Nation“ beziehungsweise „Volk“ gibt es dabei keine festgelegten Kriterien; über die Aufnahme neuer Mitglieder entscheidet die Generalversammlung.
Erklärtes Ziel der UNPO ist es, den Mitgliedern zu helfen, lokale, nationale, regionale und internationale Mechanismen effektiver zu nutzen und ihre Situation durch Öffentlichkeitsarbeit bekannter zu machen, beispielsweise Einführungskurse und Workshops zu Völkerrecht, PR-Methoden und Aktivismus-Techniken. Dabei sollen traditionelle Kultur und Identität der Mitglieder geschützt werden.

## Geschichte
Die Idee einer Organisation zur Zusammenarbeit verschiedener Völker mit ähnlichen Problemen und Interessen wurde in den 1980er Jahren von drei Gegnern des chinesischen Neoimperialismus umgesetzt, dem tibetischen Aktivisten Tsering Jampa, dem uigurischen Aktivisten Erkin Alptekin und Michael van Walt van Praag, einem langjährigen Anwalt des 14. Dalai Lamas.
Im September 1990 fiel im estnischen Tartu der Grundsatzbeschluss zur Gründung einer solchen internationalen Nichtregierungsorganisation. Am 11. Februar 1991 unterzeichneten im Haager Friedenspalast Vertreter aus Armenien, Estland, Georgien, dem Irakischen Kurdistan, den philippinischen Kordilleren, Lettland, Ostturkestan, Palau, Taiwan, Tatarstan, Tibet und Westpapua sowie der Aborigines Australiens, der griechischen Minderheit in Albanien und der Krimtataren die entsprechende Urkunde. Darin wird als Ziel der Organisation die Interessenvertretung ihrer Mitglieder in internationalen Gremien sowie die gewaltfreie Unterstützung der jeweiligen Intentionen ihrer Mitglieder festgeschrieben.
Den Haag wurde für den Sitz gewählt, da diese Stadt viele internationale Organisationen beheimatet, vor allem den für die UNPO wichtigen Internationalen Gerichtshof und den Internationalen Strafgerichtshof. UNPO hat zudem ein Büro in Brüssel, eine Vertretung in Genf und ein weltweites Netzwerk von Partnern. Finanziert wird die Organisation durch Zuschüsse von Mitgliedern und Spenden von Einzelpersonen und Stiftungen. 1998 ging der erste Petra-Kelly-Preis an die UNPO.

## Ziele und Arbeit
Die Mitglieder verpflichten sich, in ihrer Arbeit von fünf Grundsätzen leiten zu lassen:
1. Akzeptanz der Gleichheit aller Nationen und Völker und Anerkennung des Selbstbestimmungsrechts der Völker.
2. Beachtung der Menschenrechte, wie sie in der Allgemeinen Erklärung der Menschenrechte sowie dem Internationalen Pakt über Bürgerliche und Politische Rechte und dem Internationalen Pakt über Wirtschaftliche, Soziale und Kulturelle Rechte festgeschrieben sind.
3. Bekenntnis zu Demokratie und Pluralismus sowie Ablehnung von Totalitarismus und religiöser Intoleranz.
4. Absage an den Terrorismus als Mittel zur Durchsetzung von Interessen.
5. Respektierung aller Menschen und Bevölkerungsgruppen.

Etwa 90 % aller Konflikte heutzutage sind innerstaatlich. Die UN jedoch repräsentiert nur Staaten; ihre Fähigkeit, innerstaatliche Konflikte zu lösen, ist deshalb eingeschränkt. UNPO hilft nichtanerkannten Staaten und unterdrückten Bevölkerungsgruppen effektiv in internationalen Gremien mitzuwirken und v. a. UN- und EU-Mechanismen effektiv zu nutzen, um Unterstützung für ihre Rechte zu bekommen.
Die Organisation hilft Mitgliedern, friedliche und gewaltfreie Wege zu finden, um Konflikte zu lösen und Unterdrückung ein Ende zu setzen. Sie tritt für ihre Selbstbestimmungsrechte und Föderalismus ein sowie für Bewahrung von Kultur und Umwelt.
Als Vereinigung, die ausschließlich aus ihren Mitgliedern besteht, wurde die Organisation bekannt dafür, schnell auf Krisen zu reagieren und aktuelle Informationen über die Lage von unterdrückten Menschen zur Verfügung zu stellen, welche an die UN-Menschenrechtsmechanismen in Alternativberichten weitergeleitet werden. UNPO steigert den Bekanntheitsgrad ihrer Mitglieder zudem durch Pressearbeit und setzt sich im Europäischen Parlament und in UN-Sitzungen für Mitglieder ein.
Die Vereinigung hilft Mitgliedern effektiv zusammenzuarbeiten, Erfahrungen auszutauschen und sich gegenseitig zu unterstützen. Um lokale Organisationen und Menschenrechtsaktivisten zu stärken, bietet UNPO Kurse und Workshops an. Die Themen sind auf Wünsche von Teilnehmern abgestimmt und sind z. B. Kurse über Menschenrechte und UN-Menschenrechtsmechanismen, Projektmanagement, die Nutzung verschiedener Medien für Pressearbeit und viele andere Möglichkeiten für friedlichen Aktivismus.
Die Vereinigung ist auch vor Ort in betroffenen Gemeinden anzutreffen, wo sie Projekte zur nachhaltigen Armutsbekämpfung und Friedenssicherung organisiert. Beispiele sind Schulen in Mauretanien, welche aus der Sklaverei befreiten Müttern mit Kindern berufsfördernde Maßnahmen anbieten.

## Organisationsaufbau
Die Organe sind die Generalversammlung, das Präsidium und das Generalsekretariat. Geregelt wird die Zusammenarbeit in der Satzung der Organisation (engl.: Covenant, d. h. bindende Übereinkunft, Eid), die mit Zweidrittelmehrheit den Gegebenheiten angepasst werden kann.
Die Generalversammlung der UNPO, in der jedes Mitglied Sitz und Stimme hat, tritt alle 18 Monate zu regulären Sitzungen zusammen. Sie ist das höchste beschlussfassende Organ. Sie bestimmt die Grundlagen und Schwerpunkte der Arbeit, entscheidet über Mitgliedschaftsanträge und wählt sowohl die Präsidiumsmitglieder als auch den Generalsekretär.
Das Präsidium (presidency) tritt mindestens zweimal pro Jahr zusammen. Bis 2006 war das Organ als Leitungsausschuss (steering committee) bezeichnet worden und bestand bis zu jenem Jahr aus sieben Mitgliedern. Ab 2006 bestand das Präsidium aus einem Präsidenten, einem Vizepräsidenten und neun Mitgliedern. Im Juni 2017 wurde per Satzungsänderung die Zahl der Präsidiumsmitglieder auf acht Delegierte plus einen Präsidenten, zwei Vizepräsidenten festgelegt. Die Aufgaben des Präsidiums umfassen die Planung (inklusive Finanzplanung) der, von der Generalversammlung beschlossenen Projekte sowie die Überprüfung der Einhaltung der organisationsinternen Prinzipien durch die Mitglieder.
Das Generalsekretariat administriert die tägliche Arbeit der UNPO und repräsentiert diese nach außen. Der Generalsekretär wird für eine Amtszeit von drei Jahren gewählt und von zwei Assistenten unterstützt. Erster Generalsekretär war Michael van Walt; zu den späteren Generalsekretären zählte mit Helen Corbett auch eine Aboriginal aus Australien. Seit 2003 bekleidet mit Marino Busdachin ein Italiener diesen Posten.
2001 wurde die Position eines Generaldirektors geschaffen und am 19. Januar 2002 auf Vorschlag des damaligen Generalsekretärs, Erkin Alptekin, mit Karl Habsburg-Lothringen besetzt. Nach Ende der einjährigen Amtszeit wurde der Posten nicht neu besetzt.
Die Vereinigung unterhält im estnischen Tartu sowie in Washington, D.C ein Koordinierungsbüro.

## Liste der Mitglieder
Die UNPO versteht sich als Versammlung von Völkern und Nationen, daher benennt sie jeweils ganze Ethnien oder Territorien kollektiv als Organisationsmitglieder, z. B. „die Aborigines Australiens“ oder „die Chittagong Hill Tracts“ in Bangladesch. In den Darstellungen zu diesen „Mitgliedern“ wird zumeist in einem Abschnitt, der „Organisation“ oder ähnlich heißt, darauf verwiesen, dass das jeweilige Volk innerhalb der UNPO durch eine bestimmte Organisation „vertreten“ sei. Fraglich ist in vielen Fällen, ob und in welchem Maße die genannte Organisation tatsächlich als legitimer Vertreter der gesamten Gruppen gelten kann. Während etwa für das Movement for the Survival of the Ogoni People eine nennenswerte Unterstützung durch die Ogoni angenommen werden kann, werden die Turkmenen Iraks in der UNPO laut Beschreibung durch eine Privatperson vertreten, über deren Legitimation und Mandat keine Aussage gemacht werden kann.
| UNPO Mitglieder (Stand September 2023, 44 Mitglieder) | UNPO Mitglieder (Stand September 2023, 44 Mitglieder) | UNPO Mitglieder (Stand September 2023, 44 Mitglieder)                                     | UNPO Mitglieder (Stand September 2023, 44 Mitglieder)     |
| Afrika (15 Mitglieder)                                | Afrika (15 Mitglieder)                                | Afrika (15 Mitglieder)                                                                    | Afrika (15 Mitglieder)                                    |
| Ethnie bzw. Territorium                               | Staat                                                 | vertreten durch                                                                           | Mitglied seit                                             |
| ----------------------------------------------------- | ----------------------------------------------------- | ----------------------------------------------------------------------------------------- | --------------------------------------------------------- |
| Afrikaners                                            | Südafrika                                             | Vryheidsfront Plus                                                                        | 15. Mai 2008                                              |
| Barotseland                                           | Sambia                                                | Barotse National Freedom Alliance                                                         | 23. November 2013                                         |
| Batwa                                                 | Burundi Ruanda Uganda                                 | Community of Indigenous Peoples of Rwanda (CAURWA)                                        | seit 1993                                                 |
| Bellah                                                | Mali                                                  | Malian Association for the Preservation of Bellah Culture                                 | 2017                                                      |
| Biafra                                                | Nigeria                                               | Biafra Independence Movement                                                              | 31. Juli 2020                                             |
| Haratin                                               | Mauretanien                                           | Initiative de Résurgence du Mouvement Abolitionniste en Mauritanie (IRA)                  | 18. September 2011                                        |
| Kabylei                                               | Algerien                                              | MAK-Anavad                                                                                | 2017                                                      |
| Nigerdelta                                            | Nigeria                                               | Niger Delta Union                                                                         | 2023                                                      |
| Ogaden                                                | Äthiopien                                             | Ogaden National Liberation Front (ONLF)                                                   | 6. Februar 2010                                           |
| Ogoni                                                 | Nigeria                                               | Movement for the Survival of the Ogoni People (MOSOP)                                     | 19. Januar 1993                                           |
| Oromo                                                 | Äthiopien                                             | Oromo-Befreiungsfront (OLF)                                                               | 19. Dezember 2004                                         |
| Rehoboth Basters                                      | Namibia                                               | Captains Council                                                                          | mind. seit 2015                                           |
| Somaliland                                            | Somalia                                               | Regierung der Republik Somaliland                                                         | 19. Dezember 2004                                         |
| West-Togoland                                         | Ghana                                                 | Homeland Study Group Foundation                                                           | 2017                                                      |
| Yoruba                                                | Nigeria                                               | Yoruba World Congress                                                                     | 2020                                                      |
| Zambesia                                              | Angola Namibia Simbabwe                               | Movement for the Survival of the River Races in Zambesia                                  | 31. Juli 2020                                             |
| Amerika (1 Mitglied)                                  |                                                       |                                                                                           |                                                           |
| District of Columbia                                  | Vereinigte Staaten                                    | New Columbia Statehood Commission                                                         | 7. November 2015                                          |
| Asien (21 Mitglieder)                                 |                                                       |                                                                                           |                                                           |
| Ethnie bzw. Territorium                               | Staat                                                 | vertreten durch                                                                           | Mitglied seit                                             |
| Aceh                                                  | Indonesien                                            | Acheh-Sumatra National Liberation Front (ASNLF)                                           | 1991                                                      |
| Ahwazi (Chuzestan)                                    | Iran                                                  | Democratic Solidarity Party of Ahwaz (DSPA)                                               | 14. November 2003                                         |
| Assyrien                                              | Irak Syrien Türkei                                    | Assyrian Universal Alliance (AUA)                                                         | 6. August 1991                                            |
| Belutschistan                                         | Pakistan                                              | Nationalpartei Belutschistans (BNP)                                                       | 1. März 2008                                              |
| Chittagong Hill Tracts                                | Bangladesch                                           | Jana Sanghati Samiti (JSS)                                                                | 6. August 1991                                            |
| Gilgit-Baltistan                                      | Pakistan                                              | Gilgit Baltistan Democratic Alliance (GBDA)                                               | 20. September 2008                                        |
| Hmong                                                 | Laos                                                  | Hmong ChaoFa Federated State                                                              | 2. Februar 2007                                           |
| Südliche Mongolei                                     | Volksrepublik China                                   | Inner Mongolian People’s Party (IMPP)                                                     | 2. Februar 2007                                           |
| Iranisches Kurdistan                                  | Iran                                                  | Demokratische Partei Kurdistan-Iran (PDKI)                                                | 2. Februar 2007                                           |
| Khmer Krom                                            | Vietnam                                               | Khmer Kampuchea Krom Federation                                                           | 15. Juli 2001                                             |
| Madhesh                                               | Nepal                                                 | Alliance for Independent Madhesh                                                          | seit 2017                                                 |
| Nagalim                                               | Indien Myanmar                                        | National Socialist Council of Nagaland (NSCN)                                             | 19. Januar 1993                                           |
| Ostturkestan                                          | Volksrepublik China                                   | Weltkongress der Uiguren (WUC)                                                            | 11. Februar 1991                                          |
| Sindh                                                 | Pakistan                                              | World Sindhi Institute (WSI)                                                              | 19. Januar 2002                                           |
| Sulu                                                  | Philippinen                                           | Sulu Foundation of Nine Ethnic Tribes Inc. (SUFONETI)                                     | mind. seit 2015                                           |
| Südaserbaidschan                                      | Iran                                                  | Southern Azerbaijan National Awakening Movement (SANAM)                                   | 2. Februar 2007                                           |
| Südmolukken                                           | Indonesien                                            | Exilregierung der Republik Maluku Selatan                                                 | 6. August 1991                                            |
| Taiwan (Republik China)                               | von der Volksrepublik China beansprucht               | Taiwan Foundation for Democracy (TFD)                                                     | 11. Februar 1991                                          |
| Tibet                                                 | Volksrepublik China                                   | Tibetische Exilregierung                                                                  | 11. Februar 1991                                          |
| Westbelutschistan                                     | Iran                                                  | Balochistan People’s Party                                                                | 26. Juni 2005                                             |
| Westpapua                                             | Indonesien                                            | Partai Nasional (NP), Partai Sosialist Demokrat Papua (PSDP), Partai Demokrat Papua (PDP) | 11. Februar 1991 bis 20. September 2008, 14. Oktober 2014 |
| Europa (8 Mitglieder)                                 |                                                       |                                                                                           |                                                           |
| Ethnie bzw. Territorium                               | Staat                                                 | vertreten durch                                                                           | Mitglied seit                                             |
| Tschetschenische Republik Itschkerien                 | Russland                                              | Regierung der Tschetschenischen Republik Itschkerien                                      | 6. August 1991–10. September 2010                         |
| Inguschetien                                          | Russland                                              |                                                                                           | 30. Juli 1994–1. März 2008                                |
| Abchasien                                             | Georgien                                              | Außenministerium der Republik Abchasien                                                   | 6. August 1991                                            |
| Bretagne                                              | Frankreich                                            | Kelc’h An Dael                                                                            | Juli 2015                                                 |
| Katalonien                                            | Spanien                                               | Assemblea Nacional Catalana (ANC)                                                         | 31. Juli 2020                                             |
| Krimtataren                                           | Ukraine (de jure) Russland (de facto)                 | Milli Mejlis (Parlament der Krimtataren)                                                  | 11. Februar 1991                                          |
| Lesgier                                               | Russland                                              | Federal Lezgin National Cultural Autonomy (FLNCA)                                         | 7. Juli 2012                                              |
| Savoyen                                               | Frankreich                                            | Ausgerufene provisorische Regierung des „Staates Savoyen“                                 | 29. Juni 2014                                             |
| Australien & Ozeanien (1 Mitglied)                    |                                                       |                                                                                           |                                                           |
| Ethnie bzw. Territorium                               | Staat                                                 | vertreten durch                                                                           | Mitglied seit                                             |
| Guam                                                  | Vereinigte Staaten                                    | Guam Legislature                                                                          | 31. Juli 2020                                             |

### Ehemalige Mitglieder
| Afrika (6 Mitglieder)                       | Afrika (6 Mitglieder)                                   | Afrika (6 Mitglieder)                                                      | Afrika (6 Mitglieder)                                                                           | Afrika (6 Mitglieder) |
| Ethnie bzw. Territorium                     | Staat                                                   | vertreten durch                                                            | Mitglied von/bis                                                                                | Grund |
| ------------------------------------------- | ------------------------------------------------------- | -------------------------------------------------------------------------- | ----------------------------------------------------------------------------------------------- | --- |
| Amazigh                                     | Ägypten Algerien Libyen Mali Mauretanien Niger Tunesien |                                                                            | 28. November 2014–26. November 2016                                                             | |
| Ambazonien                                  | Kamerun                                                 | Nationalrat Südkameruns (SCNC)                                             | 19. Dezember 2004–                                                                              | |
| Kabinda                                     | Angola                                                  | Forças Armadas de Cabinda (FLEC/FAC)                                       | 17. April 1997–18. September 2011                                                               | |
| Massai                                      | Kenia Tansania                                          | Maasai Women for Education and Economic Development                        | 19. Dezember 2004–7. Juli 2012                                                                  | |
| Sansibar                                    | Tansania                                                | Zanzibar Democratic Alternative (ZADA)                                     | 6. August 1991–1. Juli 2015                                                                     | |
| Yoruba                                      | Nigeria                                                 | World Yoruba Congress                                                      | 31. Juli 2020–                                                                                  | |
| Amerika (8 Mitglieder)                      |                                                         |                                                                            |                                                                                                 | |
| Ethnie bzw. Territorium                     | Staat                                                   | vertreten durch                                                            | Mitglied von/bis                                                                                | Grund |
| Dene                                        | Kanada                                                  | Buffalo River Dene Nation                                                  | 19. Dezember 2004–9. Oktober 2009                                                               | |
| Kalahui Hawai'i                             | Vereinigte Staaten                                      | Ka Lahui Hawaii                                                            | 3. August 1993–7. Juli 2012                                                                     | |
| Lakota                                      | Vereinigte Staaten                                      |                                                                            | 30. Juli 1994–1. Dezember 2007; erklärte 2007 staatliche Unabhängigkeit als Republik der Lakota | |
| Latin American Indigenous Peoples (Project) | Südamerika                                              |                                                                            | um 2019                                                                                         | |
| Mapuche                                     | Argentinien Chile                                       | Consejo Inter-regional Mapuche (CIM)                                       | 19. Januar 1993–26. April 2016                                                                  | |
| Nahua del Alto Balsas                       | Mexiko                                                  | Council of the Nahuas del Alto Balsas People (CPNAB)                       | 19. Dezember 2004–20. September 2008                                                            | |
| Nuxalk                                      | Kanada Vereinigte Staaten                               |                                                                            | 23. September 1998–1. März 2008                                                                 | Autonomierechte erhalten |
| Tsimshian                                   | Kanada Vereinigte Staaten                               | Tsimshian Nation: Gitlaxyuup-m and Smgigyet Society                        | 2. Februar 2007–18. September 2011                                                              | |
| Asien (22 Mitglieder)                       |                                                         |                                                                            |                                                                                                 | |
| Ethnie bzw. Territorium                     | Staat                                                   | vertreten durch                                                            | Mitglied von/bis                                                                                | Grund |
| Armenien                                    | Sowjetunion                                             |                                                                            | 11. Februar 1991–2. März 1992                                                                   | staatliche Unabhängigkeit |
| Baschkortostan                              | Russland                                                | Bashkir Opposition Follows Kyrgyzstan People                               | 3. Februar 1996–30. Juni 1998                                                                   | Autonomierechte erhalten |
| Burjatien                                   | Russland                                                | All-Buryat Association for the Development of Culture                      | 3. Februar 1996–13. Februar 2010                                                                | |
| Burma                                       | Myanmar                                                 | National Council of the Union of Burma                                     | 15. Mai 2008–13. Februar 2010                                                                   | |
| Chin                                        | Myanmar                                                 | Chin National Front                                                        | 15. Juli 2001–                                                                                  | |
| Cordillera                                  | Philippinen                                             | Cordillera People’s Alliance (CPA)                                         | 11. Februar 1991–                                                                               | |
| Degar–Montagnards                           | Vietnam                                                 | Montagnard Foundation Inc. (MFI)                                           | 14. November 2003–                                                                              | |
| Irakisches Kurdistan                        | Irak                                                    | Demokratische Partei Kurdistans (KDP), Patriotische Union Kurdistans (PUK) | 11. Februar 1991–                                                                               | |
| Irakische Turkmenen                         | Irak                                                    | Muzaffer Arslan (Gründer der Iraqi National Turkmen Party (INTP))          | 6. August 1991–                                                                                 | |
| Kayin-Staat                                 | Myanmar                                                 | Karenni National Progressive Party                                         | 19. Januar 1993–7. Juli 2012                                                                    | |
| Kumyken                                     | Russland                                                |                                                                            | 17. April 1997–1. März 2008                                                                     | Autonomierechte erhalten |
| Mon                                         | Myanmar Thailand                                        | Mon Unity League                                                           | 3. Februar 1996–7. Juli 2012                                                                    | |
| Moros                                       | Philippinen                                             | Moro Islamische Befreiungsfront                                            | 26. September 2010–                                                                             | |
| Osttimor                                    | Indonesien                                              |                                                                            | 17. Januar 1993–27. September 2002                                                              | staatliche Unabhängigkeit |
| Sacha                                       | Russland                                                |                                                                            | 3. August 1993–30. Juni 1998                                                                    | Autonomierechte erhalten |
| Shan                                        | Myanmar Thailand                                        | Shan States Organization (SSO)                                             | 17. April 1997–6. Februar 2010                                                                  | |
| Autonome Talysch-Mugan-Republik             | Aserbaidschan                                           |                                                                            | 26. Juni 2005–1. März 2008                                                                      | |
| Tscherkessien                               | Russland                                                | International Circassian Association                                       | 16. April 1994 bis –6. November 2015                                                            | Autonomierechte erhalten |
| Tschuwaschien                               | Russland                                                |                                                                            | 17. Januar 1993–1. März 2008                                                                    | Autonomierechte erhalten |
| Tuwinische Volksrepublik                    | Russland                                                |                                                                            | 3. Februar 1996–13. Februar 2010                                                                | |
| Australien & Ozeanien (4 Mitglieder)        |                                                         |                                                                            |                                                                                                 | |
| Ethnie bzw. Territorium                     | Staat                                                   | vertreten durch                                                            | Mitglied von/bis                                                                                | Grund |
| Aborigines                                  | Australien                                              | National Committee to Defend Black Rights                                  | 11. Februar 1991–7. Juli 2012                                                                   | |
| Bougainville                                | Papua-Neuguinea                                         |                                                                            | 6. August 1991–1. März 2008                                                                     | |
| Maohi                                       | Frankreich                                              |                                                                            | 30. Juli 1994–1. Dezember 2007                                                                  | Autonomierechte erhalten |
| Palau                                       | Vereinigte Staaten                                      |                                                                            | 11. Februar 1991–15. Dezember 1994                                                              | staatliche Unabhängigkeit |
| Europa (17 Mitglieder)                      |                                                         |                                                                            |                                                                                                 | |
| Ethnie bzw. Territorium                     | Staat                                                   | vertreten durch                                                            | Mitglied von/bis                                                                                | Grund |
| Albaner in Nordmazedonien                   | Nordmazedonien                                          |                                                                            | 16. April 1994–1. März 2008                                                                     | Abschluss des Rahmenabkommens von Ohrid, um eine angemessene Repräsentation der albanischen Minderheit in Politik und Verwaltung zu schaffen |
| Tschamen                                    | Griechenland                                            | Democratic Foundation of Chameria (DFC)                                    | Juni 2017–                                                                                      | |
| Estland                                     | Sowjetunion                                             |                                                                            | 11. Februar 1991–17. August 1991                                                                | staatliche Unabhängigkeit |
| Gagausien                                   | Moldau                                                  | Regierung der autonomen Einheit                                            | 16. April 1994–1. Dezember 2007                                                                 | |
| Georgien                                    | Sowjetunion                                             |                                                                            | 11. Februar 1991–31. Juli 1992                                                                  | staatliche Unabhängigkeit |
| Griechische Minderheit in Albanien          | Albanien                                                | Demokratische Union der griechischen Minderheit in Albanien                | 11. Februar 1991–7. Juli 2012                                                                   | |
| Ingermanland                                | Russland                                                | Inkeri Liitto                                                              | 17. Januar 1993–9. Oktober 2009                                                                 | |
| Komi                                        | Russland                                                |                                                                            | 17. Januar 1993–9. Oktober 2009                                                                 | |
| Kosovo                                      | Serbien                                                 | Demokratische Liga des Kosovo                                              | 6. August 1991–24. März 2018                                                                    | einseitig staatliche Unabhängigkeit 2008 erklärt                                                                                             |
| Lettland                                    | Sowjetunion                                             |                                                                            | 11. Februar 1991–17. August 1991                                                                | staatliche Unabhängigkeit |
| Mari                                        | Russland                                                |                                                                            | 6. August 1991–9. Oktober 2009                                                                  | |
| Russinen                                    | Ukraine                                                 |                                                                            | 23. September 1998–1. Dezember 2007                                                             | Autonomierechte erhalten |
| Sandschak                                   | Montenegro Serbien                                      |                                                                            | 17. Januar 1993–18. September 2011                                                              | |
| Schonen                                     | Schweden                                                | Future of Scania (Stiftelsen Skånsk Framtid, SSF)                          | 19. Januar 1993–18. September 2011                                                              | |
| Tatarstan                                   | Russland                                                |                                                                            | 11. Februar 1991–1. März 2008                                                                   | Autonomierechte erhalten |
| Udmurtien                                   | Russland                                                | Udmurt Kenesch                                                             | 17. Januar 1993–6. Juli 2013                                                                    | |
| Ungarische Minderheit in Rumänien           | Rumänien                                                | Demokratische Union der Ungarn in Rumänien                                 | 30. Juli 1994–2015                                                                              | |

## Generalsekretäre der UNPO

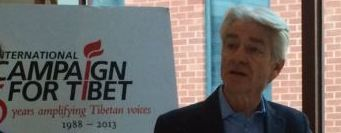
Michael van Walt van Praag, Niederlande, (11. Feb. 1991 bis 16. März 1998)
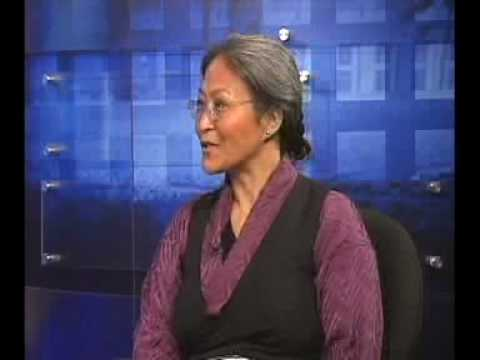
Tsering Jampa Tibet, (Juli 1997 bis 16. März 1998)

- Helen S. Corbett, Aborigines, Australien (16. März 1998 bis 23. Oktober 1999)
- Erkin Alptekin Uigure, (23. Oktober 1999 bis 14. November 2003)
- Marino Busdachin Italien, (14. November 2001 bis 31. Dezember 2018)
- Ralph J. Bunche III Vereinigte Staaten, (1. Januar 2019 bis Januar 2023)
- Mercè Monje Cano Katalonien, Spanien, (seit Januar 2023)